# 鬼魅城鎮
鬼魅城鎮（Phantom settlement）是指出現於地圖上，但實質並不存在的城鎮。他們的存在可能是故意添加的版權陷阱，而著名的鬼魅城鎮包括出現於Google地圖和Google地球的艾格爾頓以及密歇根州際高速公路委員會於1978年製的地圖中加入比俄斯尤及高寶兩地
。